# 柳叶亚菊
柳叶亚菊（学名：Ajania salicifolia）为菊科亚菊属的植物，为中国的特有植物。分布于中国大陆的青海、甘肃、陕西、四川等地，生长于海拔2,600米至4,600米的地区，见于山坡，目前尚未由人工引种栽培。

## 异名
- Chrysanthemum truncata Hand.-Mazz.